# Dimidiogalumna villiersensis
Dimidiogalumna villiersensis är en kvalsterart som beskrevs av Engelbrecht 1972. Dimidiogalumna villiersensis ingår i släktet Dimidiogalumna och familjen Galumnidae. Inga underarter finns listade i Catalogue of Life.